# Муминова, Фарида Шамильевна
Фарида́ Шами́льевна Муми́нова (23 ноября 1957, Лесной, Кировская область — 31 января 2024, Магнитогорск, Челябинская область) — советская и российская актриса театра и кино, заслуженная артистка России (2002).

## Биография
Родилась 23 ноября 1957 года в посёлке Лесной Кайского (ныне — Верхнекамского) района Кировской области в интернациональной семье. Отец — Шамиль Муминов, по национальности узбек, мать — Муза Усатова, по национальности русская.
В 1974 году дебютировала в кино, сыграв роль Гульбахор в фильме «Седьмой джинн». В 1976 году окончила Ташкентское хореографическое училище. В 1977—1979 годах танцевала в Узбекском государственном ансамбле «Бахор». В 1983 году окончила актёрский факультет ВГИКа (мастерская Бориса Чиркова). В 1986 году Фарида Муминова поступила на работу в Русский драматический театр им. Маяковского (г. Душанбе). В 1991—2004 годах работала актрисой в Драматическом театре им. А. С. Пушкина (г. Магнитогорск).
C 2006 года актриса Театра под руководством Армена Джигарханяна.
Жена актёра и режиссёра Сайдо Курбанова. Жила и работала в г. Севастополь.
Скончалась 31 января 2024 года в Магнитогорске на 67-м году жизни. Похоронена 2 февраля на Южном кладбище Магнитогорска.

## Творчество

### Роли в театре
- «Без вины виноватые» А. Островского — Кручинина
- «Вишнёвый сад» А. Чехова — Раневская
- «Дверь в смежную комнату» А. Эйкбурна — Джессика
- «Дикарь» А. Касона — Марга
- «Дорогая Елена Сергеевна» Л. Разумовской — Лялька
- «Золушка» Е. Шварца — Фея
- «Кабанчик» В. Розова — Оля
- «Козий остров» У. Бетти — Агата
- «Кто боится Вирджинии Вульф?» Э. Олби — Марта
- «Любовные письма» А. Гурнея — Мелисса
- «Мастер и Маргарита» М. Булгакова — Маргарита
- «Невесты» Л. Корсунского — Наталья
- «Ну всё, всё… всё?» Н. Брода — Она
- «Сон в летнюю ночь» Шекспира — Титания
- «Утешитель вдов» Д. Маротта, Б. Рандони — Грациелла
- «Французский квартал» Теннесси Уильямса — Джейн
- «Чайка» А. Чехова — Нина Заречная, Аркадина
- «Эти свободные бабочки» Л. Герша — Джил Теннер
- «Яблочная леди» О. Данилова — Джулия
- «Дом Бернарды Альбы» Федерико Гарсиа Лорки — Магдалена
- «Ревизор» Н. В. Гоголя — Анна Андреевна

### Фильмография
- 1974 — Седьмой джинн — Гульбахор
- 1975 — Ты, песня моя — Гульчехра Абдуллаева
- 1978 — Подарю тебе город
- 1980 — На ринг вызывается... — Фарида
- 1981 — Такая поздняя, такая тёплая осень — Изигюль
- 1983 — Жаркое лето в Кабуле — Фарида
- 1984 — Ускорение — Айгюль
- 1985 — Я ей нравлюсь — Наргис
- 1989 — Шок — Лола
- 1989 — Квартира — Мадонна
- 1990 — Убийца поневоле — Севара
- 1990 — Битва трёх королей — дочь Агат-Моры
- 1993 — Личная жизнь королевы — Зухра
- 2009 — Фига.Ro

## Награды
- 1993, 1999 — приз за лучшую женскую роль на фестивале «Театральная весна» (г. Челябинск)

## Звания
- 2002 — Заслуженная артистка Российской Федерации[2]